# Liste der Monuments historiques in Richtolsheim
Die Liste der Monuments historiques in Richtolsheim führt die Monuments historiques in der französischen Gemeinde Richtolsheim auf.

## Liste der Objekte
| Bezeichnung             | Beschreibung                                                                  | Standort                         | Kennzeichnung | Schutzstatus | Datum | Bild           |
| ----------------------- | ----------------------------------------------------------------------------- | -------------------------------- | ------------- | ------------ | ----- | -------------- |
| Sakristeischrank        | Schrankaufsatz; Eichenholz, Schmiedeeisen, Messing, Ende des 18. Jahrhunderts | in der Kirche St-Arbogast (Lage) | PM67001407    | Inscrit      | 2006  |                |
| Orgel                   | 1808 für die Kirche in Mackenheim gebaut, 1874 nach Richtolsheim versetzt     | in der Kirche St-Arbogast (Lage) | PM67001074    | Inscrit      | 2006  | weitere Bilder |
| Orgelprospekt           | 1808 für die Kirche in Mackenheim gebaut, 1874 nach Richtolsheim versetzt     | in der Kirche St-Arbogast (Lage) | PM67001075    | Inscrit      | 2006  | weitere Bilder |
| Retabel des Hauptaltars | Holz, farbig gefasst und vergoldet                                            | in der Kirche St-Arbogast (Lage) | PM67001406    | Inscrit      | 2006  | weitere Bilder |
| Ziborium                | Bronze und Silber, vergoldet, 1795                                            | in der Kirche St-Arbogast (Lage) | PM67001405    | Inscrit      | 2006  |                |